# Господня армия сопротивления
Господня армия сопротивления (ЛРА или LRA, Lord’s Resistance Army) — христианская экстремистская военизированная организация, созданная как угандийская националистическая повстанческая группировка народности ачоли и со временем распространившая свою деятельность на страны Центральной и Восточной Африки. Также рассматривается как деструктивная секта.
Основана в 1987 году в Северной Уганде во время восстания против режима Йовери Мусевени (1986–1994) Джозефом Кони, объявившим себя пророком и гласом Святого Духа, моральным преемником Элис Лаквены, присвоившим себе титул генерал-майора. Вторым человеком в армии некоторое время являлся Винсент Отти (англ. Vincent Otti), который, по некоторым сведениям, был казнен Джозефом Кони 2 октября 2007 года. Группировка действует с 1987 года, сражаясь против правительства Мусевени за установление в Уганде теократического режима, основанного на 10 библейских заповедях. Сперва группировка носила название «Угандийская народно-демократическая христианская армия», затем сменила его на «Угандийская христианско-демократическая армия», с 1991—1992 движение носит своё современное имя (ГАС). В идеологии организации элементы христианского учения сочетаются с традиционными африканскими верованиями.
Предположительно базы и опорные пункты ГАС находятся в Южном Судане и на сопредельных к Уганде территориях ДР Конго. Печальную известность приобрели массовыми похищениями детей, из которых вербуют боевиков. По идеологии организации, новое общество можно построить только из детей, не тронутых грехами современного мира.

## Идеология и политика
Американский консультант Роберт Джерсони пришёл к выводу, что ГАС не имеет какой-либо политической программы или идеологии, по крайней мере той, о которой бы слышало и которую понимало бы местное население. Майор угандийской армии Шабан Бантариза отметил, что ГАС не стремится к захвату власти, а её единственная цель — терроризировать и грабить местное население.
Напротив, Винсент Отти, бывший вторым лицом в организации после Джозефа Кони, так высказался об этом в интервью с сотрудниками информационного агентства IRIN: «Господня армия сопротивления — лишь название движения, потому что мы сражаемся от имени Господа. Господь — единственный, кто помогает нам. Вот почему мы придумали такое название. И люди всегда спрашивают нас, правда ли, что мы сражаемся за Десять заповедей Господних? Да, это правда, потому что Десять заповедей — закон, дарованный Господом людям на земле. Всем людям. Если вы будете следовать этому закону, то никто не примет у себя вора, никто не захочет отнять у другого его жену, никто не решится на немотивированное убийство, и так далее». В том же интервью Отти провозгласил следующие цели этой военно-религиозной организации:
1. Свергнуть диктатуру и прекратить угнетение народа
2. Восстановить в стране многопартийную демократию
3. Положить конец попранию человеческих прав и унижению человеческого достоинства жителей Уганды
4. Обеспечить мир и безопасность в стране
5. Обеспечить единство, суверенность и экономическое процветание государства
6. Не допустить дискриминации людей, недовольных порядками, установленными в Уганде ГАС

## Позиция мирового сообщества
8 июля и 27 сентября 2005 года Международный уголовный суд выдал ордер на арест Джозефа Кони, его помощника Винсена Отти, а также командиров ГАС Раски Луквия, Окота Одхиамбы и Доминика Онгуэна. Пятеро лидеров группировки обвиняются в преступлениях против человечности и военных преступлениях, включающих убийства, изнасилования, а также насильственное рекрутирование детей. Приказы об аресте, отредактированные для широкой публики, были выпущены 13 октября 2005 года и были первыми постановлениями Международного уголовного суда с момента его основания в 2002 году. О деталях приказов были извещены официальные власти государств, на территории которых орудовала группировка. 30 ноября 2005 года Винсен Отти связался с BBC, изъявив желание начать мирные переговоры с правительством Уганды. Правительство выразило недоверие в отношении предложений командира ГАС, но, тем не менее, высказало готовность к мирному урегулированию конфликта.
По крайней мере двое из пяти разыскиваемых лидеров группировки признаны погибшими: Луквия (12 августа 2006 года) и Отти (конец 2007 года). Одхиамба был объявлен погибшим в апреле 2008 года. Предполагается, что он был казнён Джозефом Кони.

## Акции
- 17 октября 1996 — нападение на северо-западе Уганды на конвой, полицейский участок и школу, где похитили 150 учениц.
- 23 января 2006 — убийство 8 гватемальских миротворцев ООН на востоке ДР Конго.
- 12 июня 2006 — нападение на пригород суданского города Джуба[9].
- 7 июня 2008 — нападение на деревню Набанга в Южном Судане. Погибли 23 человека, в том числе 14 солдат.
- декабрь 2008 года — на Рождество повстанцы убили около 400 мирных жителей в ДР Конго[10] (см. ниже).

## Рождественская резня
28 декабря 2008 года угандийские военные обвинили ГАС в убийстве 45 человек в католической церкви на северо-востоке Демократической Республики Конго. Вскоре эти данные были подтверждены. Согласно уточнённым сведениям, убийства имели место в католической церкви в окрестностях Дорумы, в 40 км от суданской границы. В этих данных сообщалось, что части человеческих тел были разбросаны всюду: внутри церкви и у входа. Капитан Крис Магези также подтвердил, что боевики убили и расчленили тела 45 человек. Организация Каритас оценила количество жертв в 500 человек. Они также сообщили, что боевики ГАС напали на концерт, организованный 25 декабря в честь Рождества в Фарадже, совершив повторное нападение следующим утром. В ходе этих нападений погибло всего около 150 человек. Каритас сообщила, что боевики также учинили резню в церкви в Дунгу, убив 75 человек. Повстанцы сожгли церковь, а также убили 48 человек в Бангади, и 213 — в Гурбе. Офис управления по координации гуманитарных вопросов ООН оценил общее количество жертв в Фарадже, Доруме и Гурбе в 189 человек.

## Борьба против ГАС
14 декабря 2008 года вооружённые силы Демократической Республики Конго и Уганды начали военную операцию против ГАС.
14 октября 2011 года в письме к конгрессу Барак Обама объявил, что собирается послать в Уганду для борьбы с ГАС около 100 американских военнослужащих. В октябре 2011 года войска США вошли на территорию Уганды. 8 декабря они пересекли границу с Конго.